# Gevork Kotiantz
Gevork Vartanovich Kotiantz (en ruso: Геворк Вартанович Котьянц, 12 de noviembre de 1909, Şuşa, Gobernación de Elizavetpol, Imperio Ruso — 28 de agosto de 1996, San Petersburgo, Rusia) fue un artista soviético, pintor, miembro de la Unión de Artistas de Leningrado, uno de los representantes de la Escuela de Pintura de Leningrado, el más famoso por sus acuarelas de flores y frutas, muy conocido por sus bodegones decorativos.

## Biografía
Gevork Vartanovich Kotiantz nació 12 de noviembre de 1909 en la ciudad de Şuşa, Gobernación de Elizavetpol, Imperio Ruso en una familia de artesanos-joyeros. En 1909, la familia se trasladó desde Armenia hasta el Cáucaso del Norte en Pyatigorsk. En los años 1927-1929, Kotyantz participó en un estudio privado en Pyatigorsk, e independientemente estudió las obras de destacados artistas del pasado a través de libros y reproducciones, escribiendo mucho de la naturaleza.
En 1929 se convirtió en miembro de la División de Pyatigorsk de la Asociación de Artistas Revolucionarios de Rusia. En 1930, la primera vez que participó en una exposición de arte en Pyatigorsk, y luego en otras ciudades en el norte del Cáucaso. En 1931-1932, trabajó en el Museo de la Revolución en Pyatigorsk. El mismo juzgado en el género de la pintura histórica y revolucionaria. Varias de sus obras fueron adquiridas por el museo. 
En 1933 fue enviado a estudiar a Leningrado. En 1934-1935, allí participa en cursos de formación públicas de artistas, educadores, con Pavel Naumov, Alexander Karev, Rudolf Frentz. Kotiantz continúa trabajando en obras sobre temas históricos y revolucionarios. Su pintura "Kirov en Bakú", obtuvo el segundo premio de la Academia de Rusia de las Artes. Durante estos años, el artista visitó a menudo el Hermitage, donde descubrió el arte de los impresionistas franceses, y en gran medida cambió el rumbo de su búsqueda creativa.
En 1936, fue llamado al servicio activo en el Ejército Rojo. En 1939-1940 participó en la campaña de Finlandia. En 1940 fue desmovilizado y regresó al trabajo creativo. En el mismo año fue admitido como miembro de la Unión de Artistas de Leningrado soviético.
Desde los primeros días de la Segunda Guerra Mundial, estuvo en el Ejército Rojo en el frente de Leningrado. Luchó en la infantería. Fue herido dos veces, y mereció galardones militares.
Después de la guerra regresó a la pintura. Desde 1948, participa de forma continuada en las exposiciones en los artistas de Leningrado. Pintó retratos, paisajes, naturalezas muertas. Hacia mediados de 1950, el género que llevaba en sus trabajos se convierte en bodegones decorativos. Temperamento brillante y un raro sentido del color le permitió desarrollar gradualmente su propio lenguaje artístico. En 1979, en Leningrado y en Moscú en 1985 se hace una exposición individual de obras. En la década de 1990, su trabajo fue exhibido con éxito en exposiciones y subastas de arte ruso en Italia, Inglaterra, Francia, Alemania, donde su trabajo subyugó a sus admiradores.
Kotiantz murió el 28 de agosto de 1996 en San Petersburgo. Sus obras se conservan en el museos y colecciones privadas en Rusia, Estados Unidos, Francia, Italia, Japón, Suiza, Inglaterra, y otros países.